# Nardwuar the Human Serviette

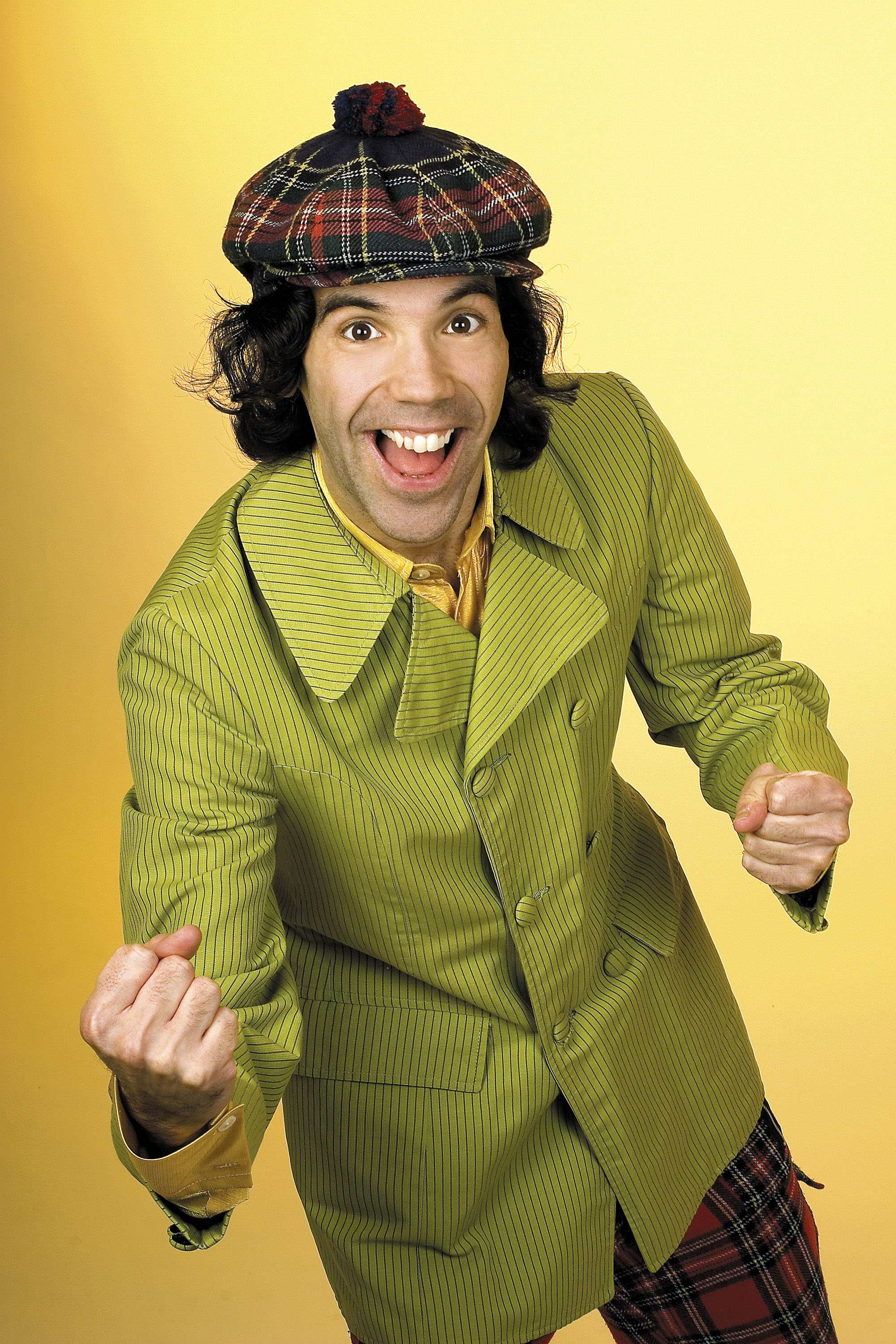
Nardwuar the Human Serviette

Nardwuar the Human Serviette (geboren als John Ruskin, * 5. Juli 1968 in Vancouver) ist ein kanadischer Reporter und Musiker.
John Ruskin ließ 1986 offiziell seinen Namen ändern. Nardwuar wählte er dabei als Beispiel für einen dämlichen Kunstnamen („wie zum Beispiel Sting“). Human wählte er in Bezug zum Song Human Fly von The Cramps und Serviette, weil er erstaunt war, dass man die in den USA nicht kannte (dort heißen sie napkin).

## Karriere
Nardwuar begann seine Karriere in den 1980er Jahren als DJ beim Radiosender CITR der University of British Columbia. Seit Oktober 1987 moderiert er dort eine wöchentliche Sendung, immer zur selben Sendezeit, jeden Freitag von 15.30 Uhr bis 17.00 Uhr. In seiner ersten Sendung sprach er mit der kanadischen Punkband DOA, die er unter anderem nach ihrer bevorzugten Seife fragte. In den folgenden Jahren interviewte er live im Studio oder per Telefon in langen Beiträgen Musikgrößen wie James Brown, Sonic Youth, Snoop Dogg, Krist Novoselic, Motörhead oder immer wieder Jello Biafra. Seine respektlose und häufig enervierende Art führte teilweise zu sehr schnellen Abbrüchen von Gesprächen, wie etwa mit Alice Cooper, Courtney Love oder Flea. Besonders kurz gestalteten sich dabei die meist unangemeldeten Anrufe bei Politikern wie Gerald Ford oder Dan Quayle, der die Frage nach dem Namen des kanadischen Premierminister nicht beantworten konnte und auflegte. Zur Feier seines 20-jährigen Radiojubiläums moderierte Nardwuar eine 20 Stunden dauernde Marathonshow bei CTIR.
Trotz des ungewöhnlichen Interview-Stils gilt Nardwuar als ausgesprochener Musikexperte, insbesondere im Bereich Indie-Rock, und ist für seine akribische Vorbereitung auf Interviews bekannt, in denen er seine Gäste mit Detailfragen, alten Fotos und Geschenken überrascht.
Seit 1999 sind Nardwuars Interviews auch fester Bestandteil des Programms von MuchMusic, dem kanadischen Pendant zu MTV. Im selben Jahr erlitt er ein Hirn-Aneurysma. Die kanadischen Medien berichteten von seinem Krankenbett. Auch auf CBC 3 moderiert er teilweise Sendungen und führt Interviews. Im Bonusmaterial der DVD des Dokumentarfilms Heavy Metal Parking Lot, die 2006 erschien, ist ein Interview von Nardwuar mit Judas-Priest-Sänger Rob Halford enthalten, das Nardwuar mit der Frage an den Heavy-Metal-Star eröffnet: „Wer bist du?“ (auf Englisch: „Who are you?“).
Neben seiner Tätigkeit als Radio- und Fernsehreporter ist Nardwuar auch als Leadsänger und Keyboarder der Indie-Rock-Band Evaporators bekannt und spielt zudem bei Thee Goblins.
Am 9. Dezember 2015 wurde bekannt gegeben, dass Nardwuar bereits am 4. Dezember 2015 nach einer Party im Astoria Club in Vancouver einen Schlaganfall erlitt. Nach stationärer Behandlung im Vancouver General Hospital wurde er am 13. Dezember entlassen.

## Bekannte Interviews
Nardwuar ist bekannt dafür, sich in offizielle Pressekonferenzen hochrangiger Politiker einzuschleichen und diesen dort peinliche oder undiplomatische Fragen zu stellen. So begrüßte er Michail Gorbatschow mit „Durshney rockin’ oos slabotney sviet“ (Keep on rockin’ in a free world (Neil Young)) und stellte ihm dann die Frage, welches Staatsoberhaupt die größten Hosen trage.
1997 tauchte Nardwuar in einer offiziellen Pressekonferenz des kanadischen Premierministers Jean Chrétien auf. Er befragte Chrétien nach Punkrock und darüber, was er vom sehr umstrittenen Einsatz von Pfefferspray gegen Demonstranten im Rahmen der APEC-Konferenz halte. Chrétien antwortete mit dem Satz: „For me, pepper, I put it on my plate.“. In dem Song Suharto Stomp von Nardwuars Band The Evaporators ist dieser Satz als Soundbite zu hören. In seinen Memoiren versuchte Chrétien, seinen Lapsus zu beschönigen und behauptete, in der Sitzung von allen Journalisten angeschrien worden zu sein. Aufzeichnungen widerlegten diese Aussage. 2007 führte Nardwuar mit Chrétien ein Interview zu dieser Darstellung.

## Diskografie

### The Evaporators
- 1996: United Empire Loyalists
- 1998: I Gotta Rash/We Are Thee Goblins From Canada
- 2004: Ripple Rock
- 2007: Gassy Jack & Other Tales

### Nardwuar the Human Serviette
- 2006: Doot Doola Doot Doo …Doot Doo!; 2-Disc DVD
- 2007: Welcome to My Castle !. 2-Disc DVD
- 2007: Nardwuar vs. Bev Davies: A 2007 Punk Rock Calendar